# Chalybeothemis pruinosa
Chalybeothemis pruinosa – gatunek ważki z rodziny ważkowatych (Libellulidae).